# Полтавська вулиця (Труханів острів)
Полта́вська ву́лиця — зникла вулиця міста Києва, що існувала в робітничому селищі на Трухановому острові. Пролягала від Переяславської до Труханівської вулиці.
Прилучалися Лубенська вулиця, Остерський провулок, Київська, Звенигородська, Чернігівська вулиці, Запорізька площа, Уманська вулиця.

## Історія
Виникла під такою ж назвою 1907 року під час розпланування селища на Трухановому острові. Восени 1943 року при відступі з Києва німецькі окупанти спалили селище на острові, тоді ж припинила існування вся вулична мережа включно із Полтавською вулицею. 
Нині майже на місці частини колишньої вулиці, вище перетину із сучасною Труханівською вулицею, пролягає ґрунтова дорога вглиб острова.